# Castel Terlago
Castel Terlago è un castello medievale che si trova nel comune di Terlago in provincia di Trento.

## Storia

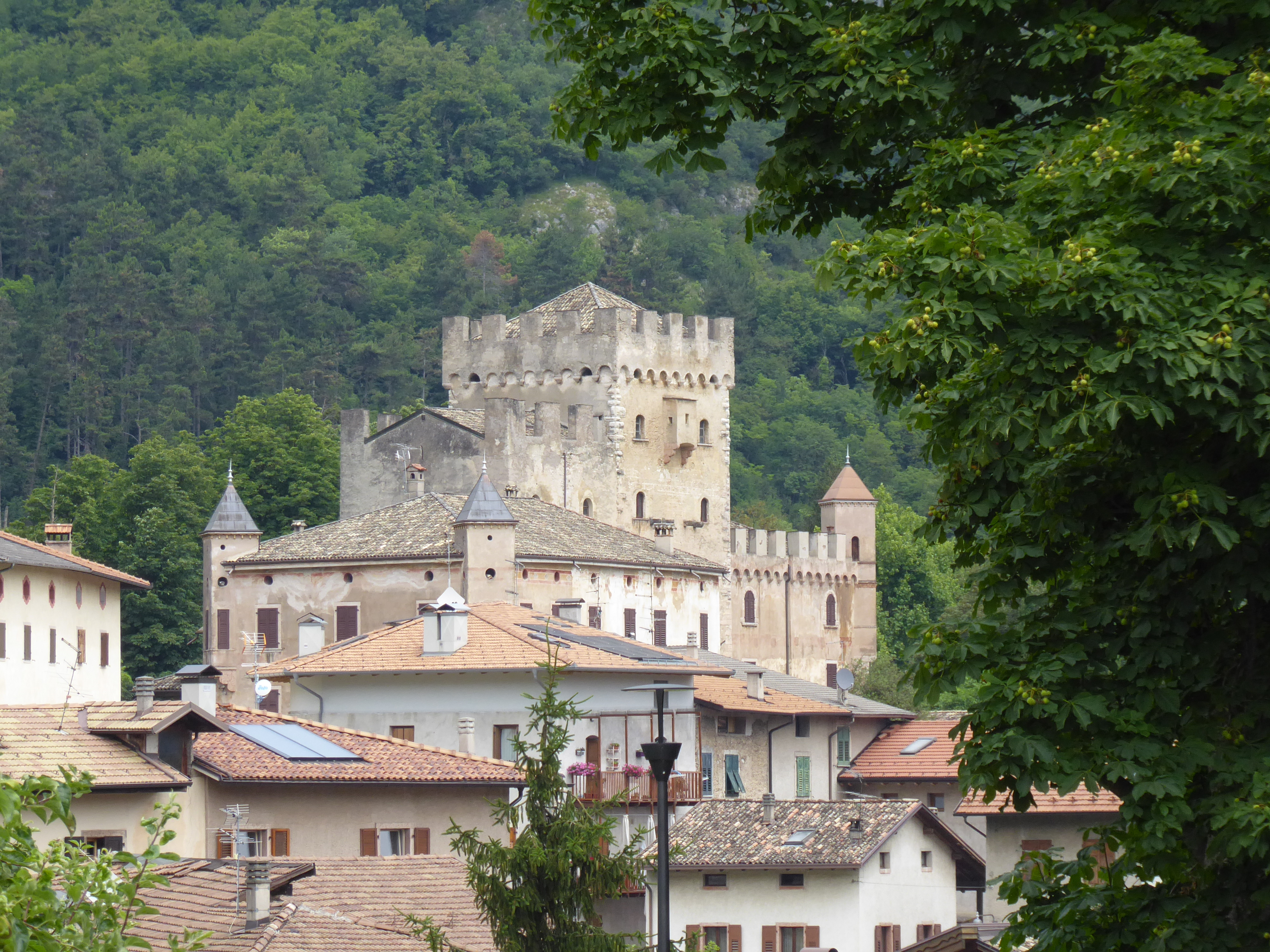
Il castello visto dal paese di Terlago

Non esistono documenti certi sulla fondazione del castello ma i primi riferimenti alla famiglia che lo possedeva, i de Terlachu, risalgono al 1124 e nel 1208 sono definiti nobili militi segno di un loro impegno militare. Da un'analisi architettonica sembra comunque probabile che le strutture più antiche risalgano al XII secolo.
Nel 1457 Nicolò di castel Terlago cedette parte del castello alla famiglia Calepini di Trento. Ne seguì una battaglia legale che si protrasse fino al 1533, allorquando entrò a far parte dei possedimenti dei de Fatis che ne mantennero la proprietà fino al 1952 e assunsero anche il predicato nobiliare de Terlago.
Nel 1703, come molti altri castelli della zona, fu occupato e dato alle fiamme dalle truppe del generale Vendôme. In seguito fu ricostruito ma perse l'aspetto di fortezza per essere trasformato in una residenza nobiliare di campagna.
Oggi il castello è proprietà privata e normalmente non è visitabile.

## Struttura
La parte più antica di castel Terlago è costituita da due torri, la torre Mozza e la torre Alta, che risalgono al XII secolo e venivano probabilmente usate per il controllo dei traffici della zona. Tra il XIII e il XIV secolo fu edificato il palazzo residenziale che collegava le due torri. Dopo le distruzioni dell'inizio del XVIII secolo, tutto il complesso fu fortemente rimaneggiato ricavando un palazzo residenziale più ampio e lussoso e un giardino all'italiana.